# Flor de azúcar
Flor de azúcar é um filme de drama dominicano de 2016 dirigido e escrito por Fernando Baez Mella. Foi selecionado como representante de seu país ao Oscar de melhor filme estrangeiro em 2017.

## Elenco
- Héctor Aníbal - Samuel